# Бліфенсторф
Бліфенсторф (нім. Blievenstorf) — громада в Німеччині, розташована в землі Мекленбург-Передня Померанія. Входить до складу району Людвігслуст-Пархім. Складова частина об'єднання громад Нойштадт-Глеве.
Площа — 21,39 км2. Населення становить 432 ос. (станом на 31 грудня 2020).